# Cornelia Bororquia
Cornelia Bororquia. Historia verdadera de la Judith española es una novela anticlerical de finales del siglo XVIII. La novela es un alegato en favor de la derogación del Tribunal de la Inquisición. También se la conoce con el título La víctima de la Inquisición.

## Época y autor
El libro fue publicado de forma anónima a finales del siglo XVIII, poco después de la Revolución francesa. La fecha de impresión no está clara, pero se sabe que en Francia apareció una segunda edición en 1800.
Según Menéndez Pidal, fue escrita por Luis Gutiérrez (1771-1808), un exfraile trinitario que devino periodista en Bayona y que fue ajusticiado en 1809 por orden de la Junta Central tras haber sido acusado de afrancesado durante la Guerra de Independencia Española. Durante el siglo XIX aparecieron 25 ediciones y la obra fue traducida al francés y al inglés. Es una obra pionera en la historia del anticlericalismo contemporáneo español.
En España estuvo prohibida por la censura hasta la llegada del trienio liberal en 1820, ya que fue incluida en el índice de libros prohibidos de la Inquisición. Así, la única forma de leerla era salir al extranjero o conseguirla de contrabando. Más tarde, en 1822, la Santa Sede prohibió su lectura en todo el orbe católico, decretando su inclusión en el Index librorum prohibitorum.

## Argumento
La novela narra el cruel e injusto destino de Cornelia Bororquia, hija del Gobernador de Valencia, apresada por el Arzobispo de Sevilla, que está enamorado de la joven pero no es correspondido. El arzobispo, poseído por sus "impuros deseos", rapta a la muchacha y la encierra en un calabozo de esta capital andaluza. Se organiza entonces una movilización para salvarla por parte de su padre y de su verdadero enamorado, Vargas, pero estos no llegan a tiempo y el arzobispo intenta abusar de ella sexualmente. Ella logra matarle con una navaja. Moribundo, el arzobispo se arrepiente y le pide perdón. Pese a que la Inquisición es consciente de la inocencia de Cornelia, decide sentenciarla a la hoguera por asesinato de un prelado y por acusarla de atea.

## Estructura - Índice
La novela se compone de 34 cartas escritas por los diversos personajes de la obra, comenzando por una advertencia, a modo de prólogo, del autor.
- Carta Primera: El Gobernador de Valencia a Meneses.
- Carta II: Valiente a su amo el Gobernador.
- Carta III: Vargas a Cornelia Bororquia.
- Carta IV: Cornelia Bororquia a su padre, el Gobernador.
- Carta V: Meneses al Gobernador.
- Carta VI: El Gobernador a su hija.
- Carta VII: El Gobernador a Meneses.
- Carta VIII: Cornelia Bororquia a su padre.
- Carta IX: Meneses al Gobernador.
- Carta X: Bartolomé Vargas a su hermano.
- Carta XI: Pedro Valiente a Pepe Núñez.
- Carta XII: Vargas a Meneses.
- Carta XIII: Meneses al Gobernador.
- Carta XIV: Cipriano Vargas a su hermano Bartolomé.
- Carta XV: Bartolomé Vargas a su hermano.
- Carta XVI: El Gobernador a su hija.
- Carta XVII: Bartolomé Vargas al Gobernador.
- Carta XVIII: Núñez a Pedro Valiente.
- Carta XIX: Joséf Núñez al señor Vargas.
- Carta XX: Vargas a Cornelia Bororquia.
- Carta XXI: El Arzobispo a al Inquisidor General.
- Carta XXII: El Inquisidor General a Arzobispo.
- Carta XXIII: Cornelia Bororquia a Vargas.
- Carta XXIV: Vargas a Cornelia Bororquia.
- Carta XXV: El Arzobispo al Inquisidor General.
- Carta XXVI: La Lucía a Vargas.
- Carta XXVII: Meneses a Vargas.
- Carta XXVIII: Vargas a Meneses.
- Carta XXIX: Vargas a Meneses.
- Carta XXX: Meneses a Vargas.
- Carta XXXI: Lucía al Conde.
- Carta XXXII: Cornelia Bororquia a Vargas.
- Carta XXXIII: Meneses al Conde.
- Carta última: El Conde a Meneses.